# Příbor (okres Nový Jičín)
Příbor (německy Freiberg in Mähren) je město v okrese Nový Jičín v Moravskoslezském kraji, asi 10 km východně od Nového Jičína a 15 km západně od Frýdku-Místku. Žije zde přibližně 8 400 obyvatel. Je znám zejména jako rodiště psychiatra Sigmunda Freuda. Zachovalé historické jádro je městskou památkovou rezervací.

## Název
Výklad názvu města je dodnes sporný. Původ názvu města je bud' německý, Vriburch resp. Freiburg („svobodný hrad“), což bylo v tomto výběžku Moravy v té době běžným jevem (srov. Brušperk, Frenštát apod.) anebo český, Příbor nebo Předbor, znamenající místo při či před borem (před borovým lesem). Později se německý název ustálil jako Freiberg, s přídomkem in Mähren (na Moravě). Český název Příbor nemá nic společného s jídelním příborem.

## Geografie
Příbor se nachází v Podbeskydské pahorkatině na říčce Lubině, v nadmořské výšce 270–320 metrů. Nejvyšším bodem je vrch Kopčanka (370 m) na jihovýchodní hranici katastru. Na západě na území města zasahuje Přírodní park Podbeskydí. Sousedními obcemi sídla jsou Hukvaldy, Kateřinice, Sedlnice, Kopřivnice, Skotnice a Závišice.
Příbor leží zhruba na půli cesty mezi Novým Jičínem a Frýdkem-Místkem, asi 20 km jižně od Ostravy a nedaleko letiště Leoše Janáčka. Jeho zástavba bez výraznějšího předělu přechází do sousedních obcí Skotnice (na severu) a Kopřivnice (část Lubina, na jihu). Celá kopřivnicko-příborská aglomerace dosahuje zhruba 35 tisíc obyvatel.

## Historie

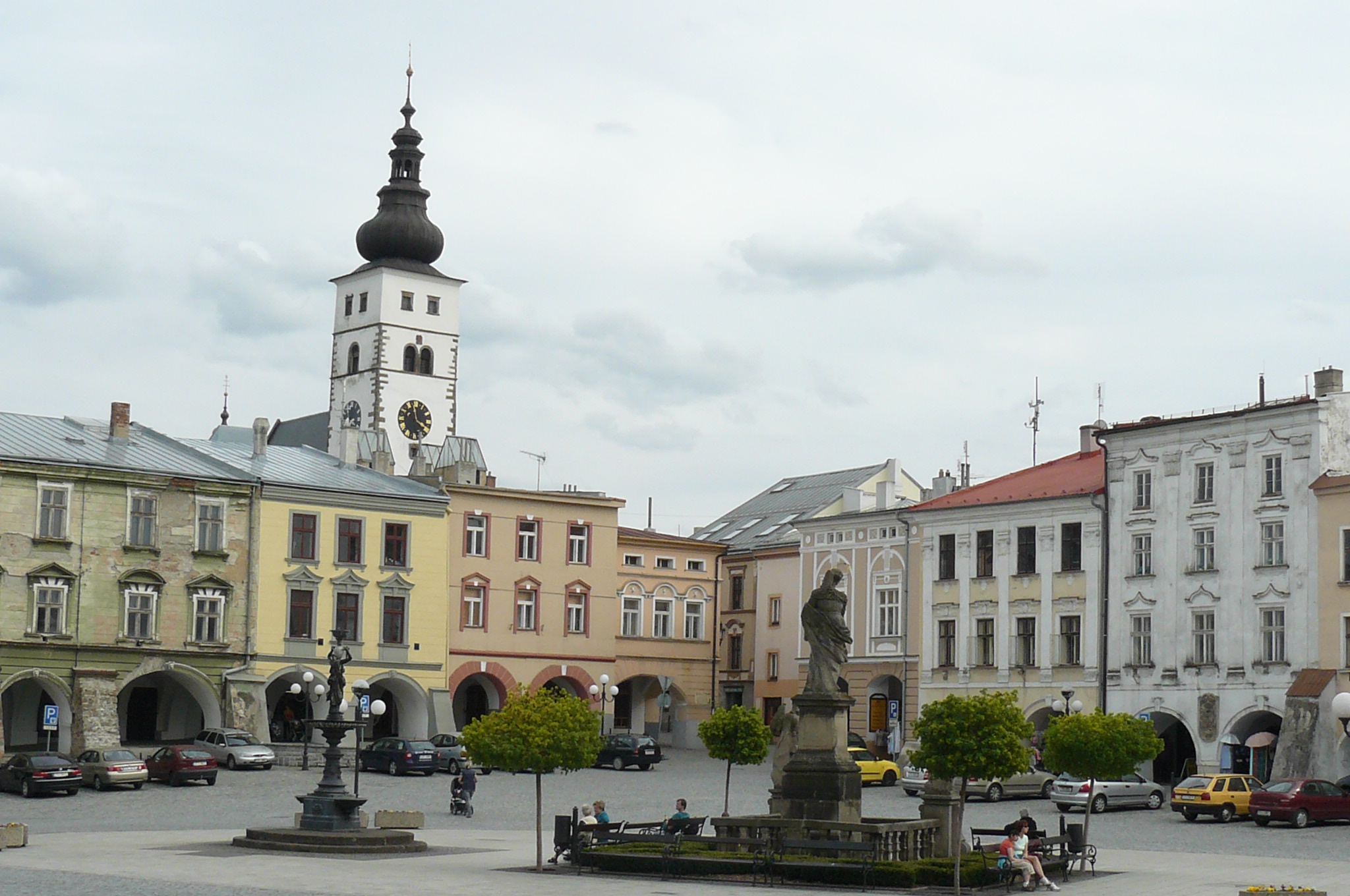
Náměstí Sigmunda Freuda

Příbor je nejstarším městem okresu Nový Jičín. První písemná zmínka o obci (jakožto Vriburch) pochází z 12. prosince 1251 v listině markraběte moravského Přemysla, budoucího českého krále. Město založil Frank z Hückeswagenu. Příbor byl od prvopočátku významným správním, hospodářským a kulturním centrem celého okolí. Již v roce 1292 je jmenován jako městečko a v roce 1294 jako město. Po panství pánů z Hückeswagenu a Příbora po roce 1307 se stal součástí olomouckého biskupství. V roce 1389 olomoucký biskup Mikuláš z Rýzmberka udělil městu právo opevnění. Jako zástavní držitelé panství Hukvald ovládali město bývalí husitští hejtmané Mikuláš Sokol z Lamberka v letech 1435–1438 a Jan Čapek ze Sán v letech 1438–1452 a bratřický hejtman Jan Talafús z Ostrova v letech 1452–1465. Zástavní držitel Hukvald Dobeš z Boskovic vymohl na králi Vladislavu II. Jagelonském udělení městu dvou výročních trhů v roce 1493. Olomoucký biskup Marek Khuen udělil městu čtyři výroční trhy a jeden trh týdenní v roce 1560.
Nejpočetnější ze všech cechů byl významný cech soukeníků, jenž svá sukna od poloviny 16. století vyvážel do Krakova, Poznaně, Lvova, Levoče a Prešova a dalších měst. V roce 1615 postoupil městu kardinál František Ditrichštejn řadu privilegií a práv jako městské právo olomoucké, osvobození od robot, rozšíření rybolovu v řece Lubině a mnohé jiné. Kardinál někdy přespával na náměstí v domě čp. 6, na němž je dodnes jeho znak. V roce 1617 si Příbor od olomouckého biskupa pronajal celé panství Hukvaldy na 6 let za plat 9 600 zl. ročně.
Za třicetileté války město třikrát vyhořelo v letech 1621 od Valachů, 1626 od dánského generála Mansfelda a 1643 od Švédů. Na konci 16. století zdejší školu navštěvoval sv. Jan Sarkander. V roce 1694 byla založena piaristická kolej a gymnázium, nastal velký rozmach školství. Piaristé hráli divadlo, provozovali hudbu a spravovali knihovnu s 30 prvotisky (tisky před rokem 1500). V Příboře vzniklo nejstarší české ochotnické divadlo na Moravě v roce 1809. Dále tu byl založen první vzdělávací dělnický spolek Harmonie na Moravě v roce 1869. V roce 1875 tu byl založen český učitelský ústav, druhý na Moravě – město se stalo centrem vzdělanosti severovýchodní Moravy. K tomu přispělo i založení reálky a později gymnázia v roce 1902. Počátkem května 1907 tam měl přednášku „O živnostenské otázce“ profesor T. G. Masaryk.
Dva příborské prapory složené z dobrovolníků v roce 1918 obsadily pro nově vzniklé Československo vzpurná převážně německy mluvící města Nový Jičín, Fulnek, Odry, Bílovec a Opavu. Roku 1938 se převážně česky mluvící Příbor stal součástí Třetí říše, na konci druhé světové války město osvobodila 6. května 1945 Rudá armáda. Od roku 1951 ve městě existoval pobočný závod Tatra Příbor, vyrábějící od roku 1959 osobní automobily Tatra 603, T-613 a T-700. Výroba byla ukončena v roce 1997. Historická část města byla v roce 1989 vyhlášena městskou památkovou rezervací. Již přes sto let, zde působí Masarykovo gymnázium, původně reálka, založená v roce 1902.

## Obyvatelstvo
Počátkem roku 2015 zde žilo 8 486 obyvatel, ještě v roce 2007 jich bylo 8 789. K 1. 1. 2024 žilo v městě Příbor 8 402.

Věková struktura obyvatel obce Příbor roku 2011
Rodinný stav obyvatel obce Příbor roku 2011
Vzdělání obyvatel obce Příbor roku 2011

### Vývoj počtu obyvatel
| Rok            | 1869  | 1880  | 1890  | 1900  | 1910  | 1921  | 1930  | 1950  | 1961  | 1970  | 1980  | 1991  | 2001  | 2011  | 2021  |
| -------------- | ----- | ----- | ----- | ----- | ----- | ----- | ----- | ----- | ----- | ----- | ----- | ----- | ----- | ----- | ----- |
| Počet obyvatel | 6 281 | 6 546 | 6 634 | 7 242 | 8 354 | 7 811 | 7 701 | 6 149 | 7 409 | 8 378 | 9 878 | 8 887 | 8 754 | 8 754 | 8 222 |
| Počet domů     | 828   | 855   | 868   | 835   | 937   | 975   | 1 149 | 1 278 | 1 276 | 1 361 | 1 388 | 1 491 | 1 546 | 1 629 | 1 753 |

## Muzea
- Centrum tradičních technologií Příbor – Lidická 50

## Pamětihodnosti

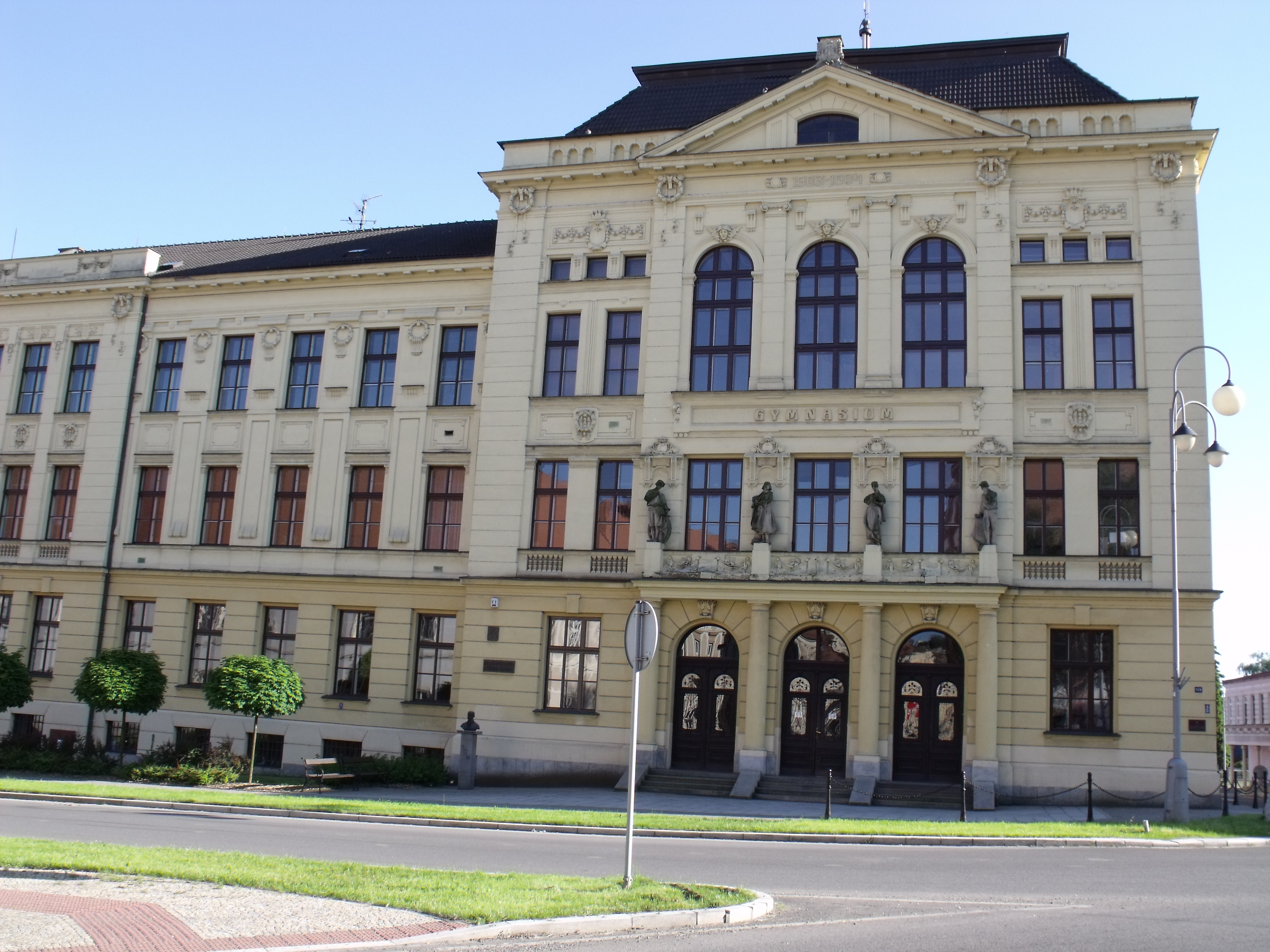
Budova Masarykova gymnázia

- Památkově chráněné domy na náměstí Sigmunda Freuda
- farní kostel Narození Panny Marie s Křížovou cestou
- Kostel svatého Kříže
- Radnice na náměstí Sigmunda Freuda
- Piaristický kostel svatého Valentina
- Kostelík svatého Františka Serafinského
- Sousoší Panny Marie, svatého Rocha a svatého Floriána na náměstí Sigmunda Freuda
- Sloup se sochou Panny Marie Assumpty
- Rodný dům Sigmunda Freuda v Zámečnické ulici
- Fontána na náměstí Sigmunda Freuda
- Piaristická kolej
- Fara
- Secesní budova Masarykova gymnázia
- Kaple svatého Jana Sarkandra
- Kaplička svatého Jana Nepomuckého
- Přírodní památka Sedlnické sněženky

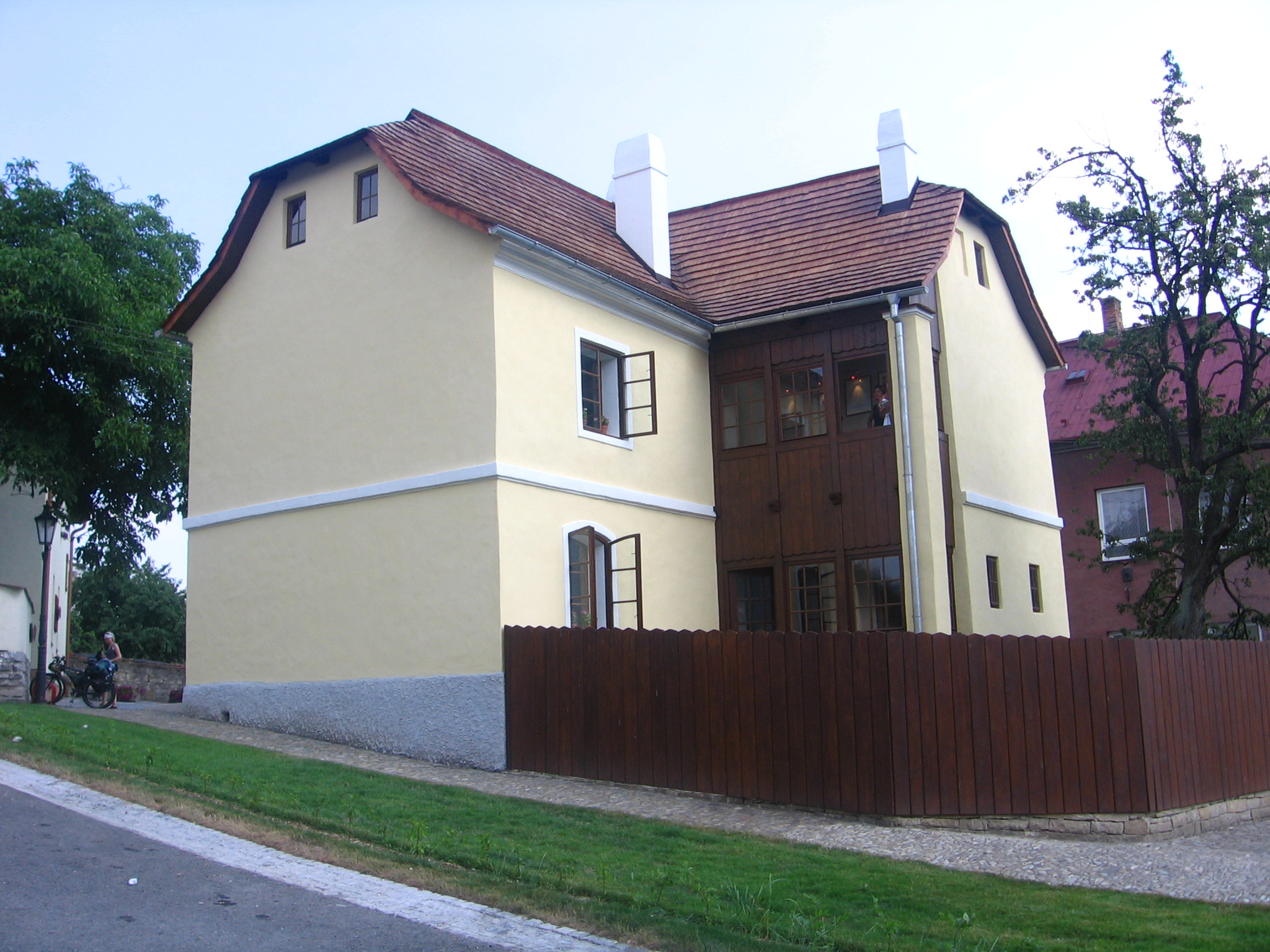
Rodný dům Sigmunda Freuda
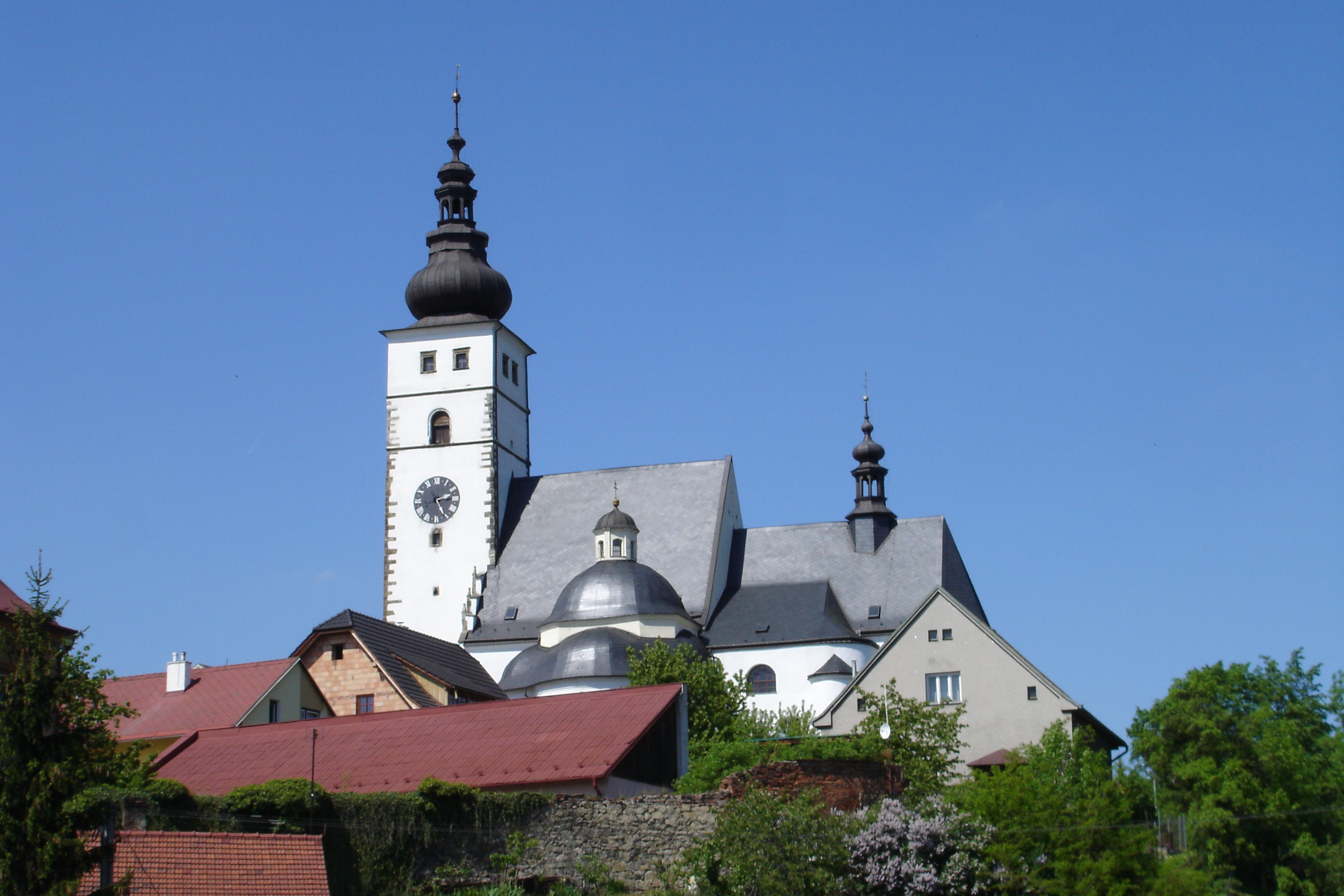
Kostel Narození Panny Marie
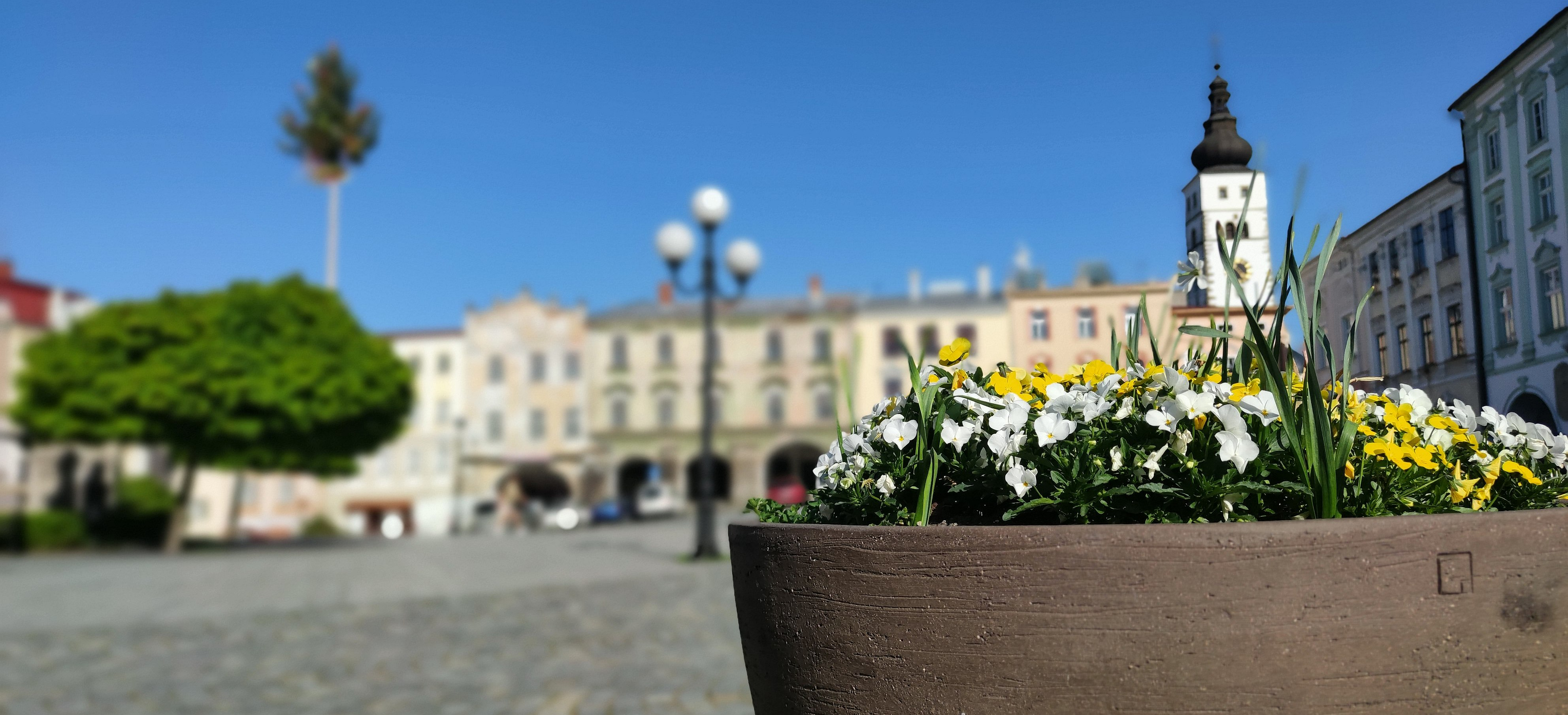
Příbor, jaro 2024

## Doprava
Příbor leží na významné křižovatce silnic I/48 a I/58, před dostavbou dálnice D1 se právě zde cestou od Brna či Olomouce odbočovalo na Ostravu. Obě tyto trasy jsou již vedeny po obchvatech. Městem dále prochází jednokolejná neelektrizovaná železniční trať Studénka–Veřovice se stanicí Příbor jižně od centra města.

### Mosty
Příborem protéká řeka Lubina, přes kterou jsou postaveny v obci čtyři mosty. Od severu jde o most evropské silnice E462 (obchvat), dále most ulice Místecká (stará státní silnice), pěší a cyklistickou lávku z roku 2018 a menší silniční most u nádraží, spojující ulice Frenštátská a Větřkovská.

## Významní rodáci a osobnosti spjaté s městem
- Marie Bayerová (1922–1997), akademička, fenomenoložka[10]
- Lada Bělašková (* 1983), herečka
- Bertold Bretholz (1862–1936), historik, editor, archivář
- Josef Ignác Buček (1741–1821), národohospodář
- Bonifác Buzek (1788–1839), filosof, národní buditel
- Pavel Dvořák (1951–2010), katolický kněz, rodák ze Šternberka. V letech 1978–2010 zdejší duchovní správce[11]
- Sigmund Freud (1856–1939), lékař, psycholog, zakladatel psychoanalýzy
- Jan Gillar (1904–1967), architekt
- Eugénie Heger-Gasserová (1861 – ???), akademická malířka, portrétistka
- Amálie Janáčková (1819–1883), česká varhanice a matka Leoše Janáčka
- Rudolf Jarnot (1934–2021), fotograf a horolezec[12][13]
- Irena Kopecká (* 1940), pedagožka a básnířka[14][15]
- Eva Kršňáková (* 1964), fotografka[16]
- Jaroslav Lohrer-Lom (1917–1943), voják, hrdina z bitvy u Sokolova[17][18]
- Anton Liška, básník, pedagog a ředitel gymnázia v Berežanech[19]
- Filip Panák (* 1995), profesionální fotbalista a reprezentant České republiky, hráč AC Sparta Praha, odchovanec FK PRIMUS Příbor
- Josef Petřek (1881–1943), absolvent zdejšího Učitelského ústavu, pedagog, oběť nacismu. Otec pravoslavného kněze a světce Vladimíra Petřka[20]
- Vladimír Putna (1874–1958), zemský četnický velitel v Brně v letech 1927–1934, generál četnictva[21]
- Mořic Remeš (1867–1959), lékař a geolog
- Jan Sarkander (1576–1620), katolický kněz, světec
- Antonín Cyril Stojan (1851–1923), katolický kněz, 10. arcibiskup olomoucký. V letech 1876–1887 zdejším kaplanem
- Antonín Štefek (* 1963), katolický kněz a v letech 2010 až 2017 rektor Arcibiskupského kněžského semináře v Olomouci
- Josef Václav Štivar (1919–1974), válečný letec, člen 310. a později 313. československé stíhací peruti RAF[22][23]
- Jan František Štyvar (?–1683), katolický kněz, oběť uherských povstalců vedených Imrichem Tökölym[24]
- Marta Švajdová (* 1985), šperkařka[25][26]
- Jan Veselý (* 1990), basketbalista, odchovanec BK Příbor[27]
- Karel Wisnar (1852–1926), olomoucký světící biskup a v letech 1906–1916 generální vikář olomoucké arcidiecéze
- Gregor Wolný (1793–1871), benediktin, historik, spisovatel a středoškolský učitel

## Části města
- Příbor – katastrální území Příbor a Klokočov u Příbora (německy Klogsdorf)
- Hájov
- Prchalov

Od 1. ledna 1980 do 23. listopadu 1990 k městu patřily i Mošnov a Skotnice.

## Galerie

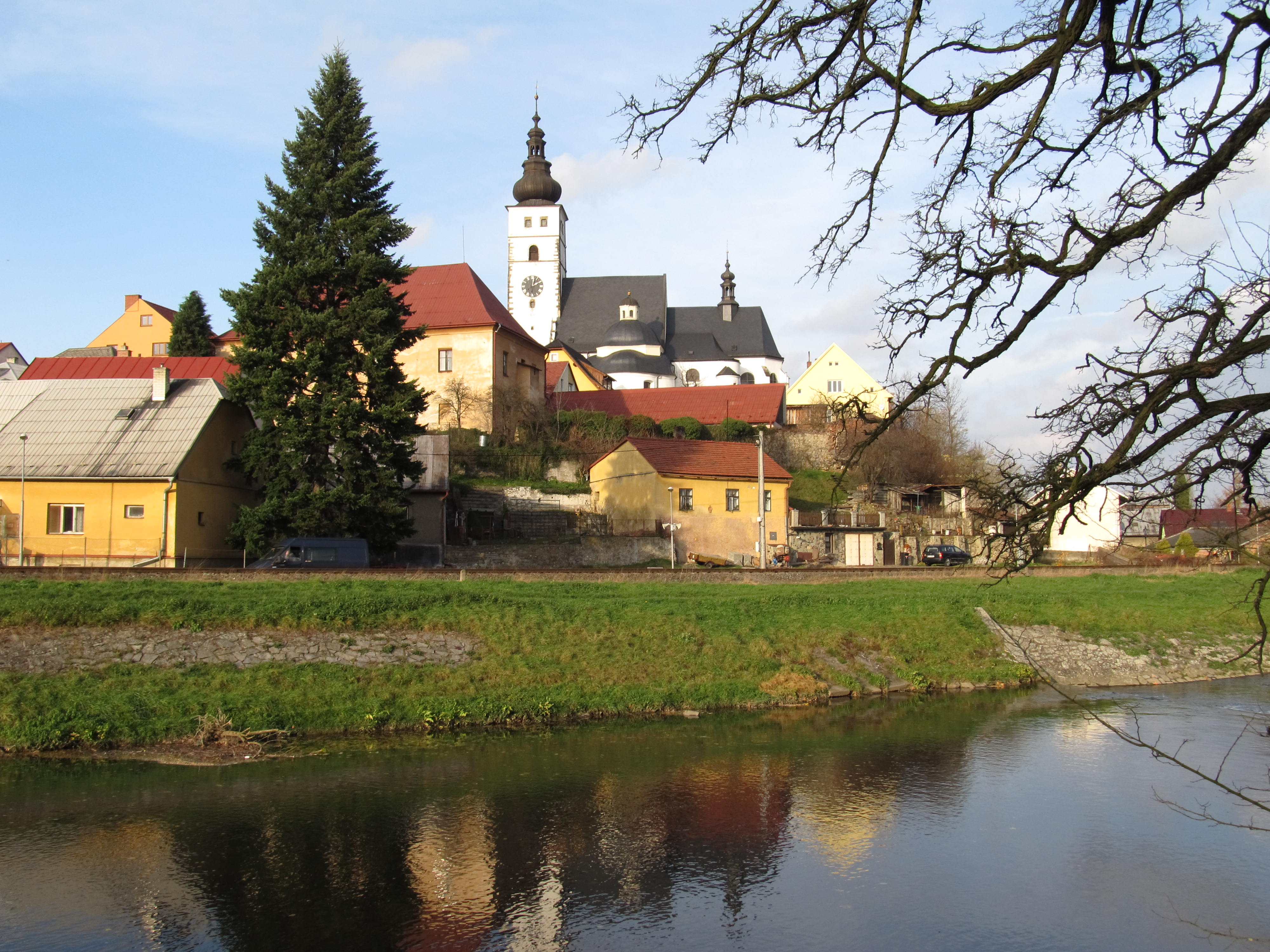
Panorama s kostelem Narození Panny Marie přes řeku Lubinu
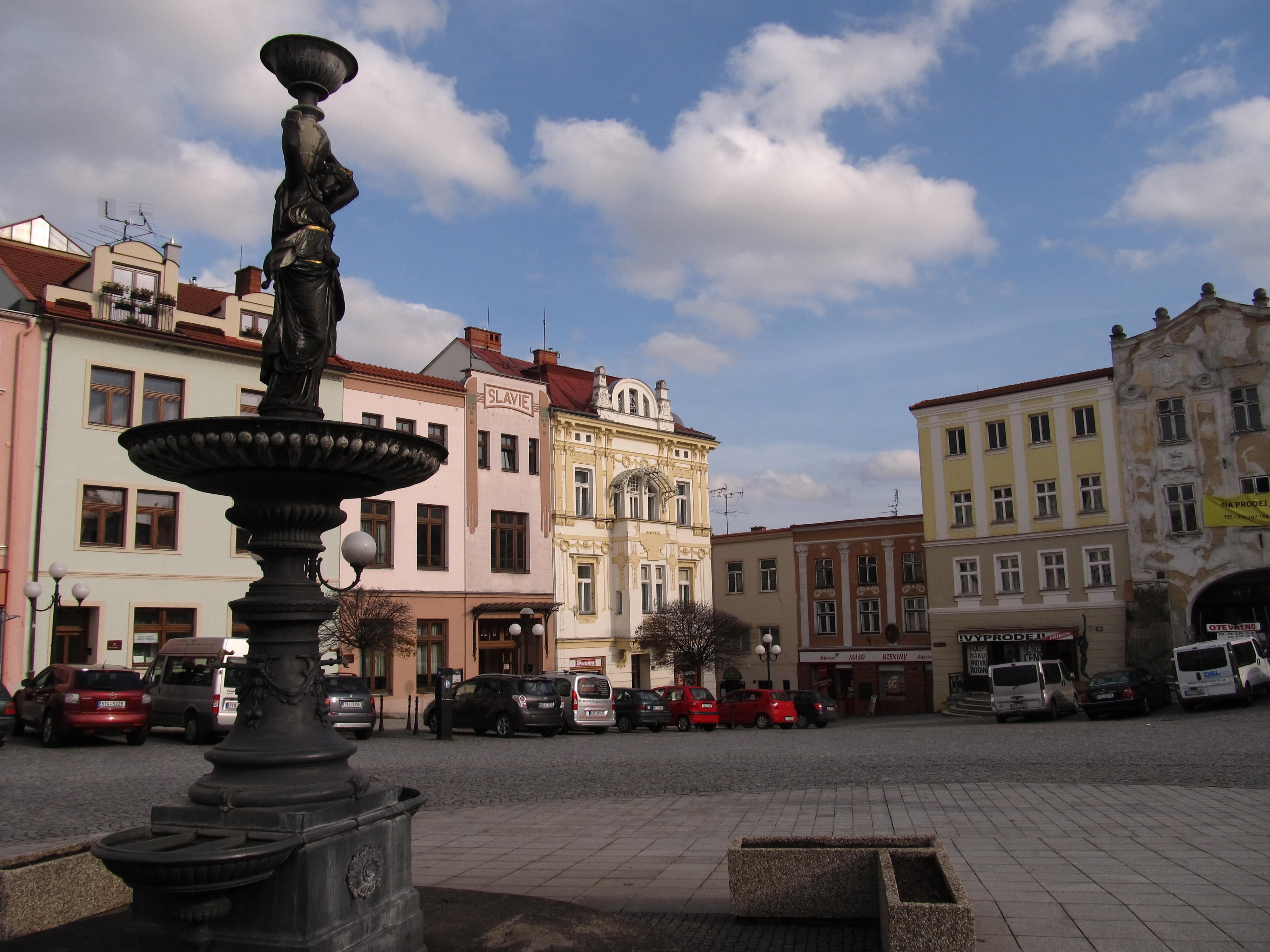
Náměstí Sigmunda Freuda
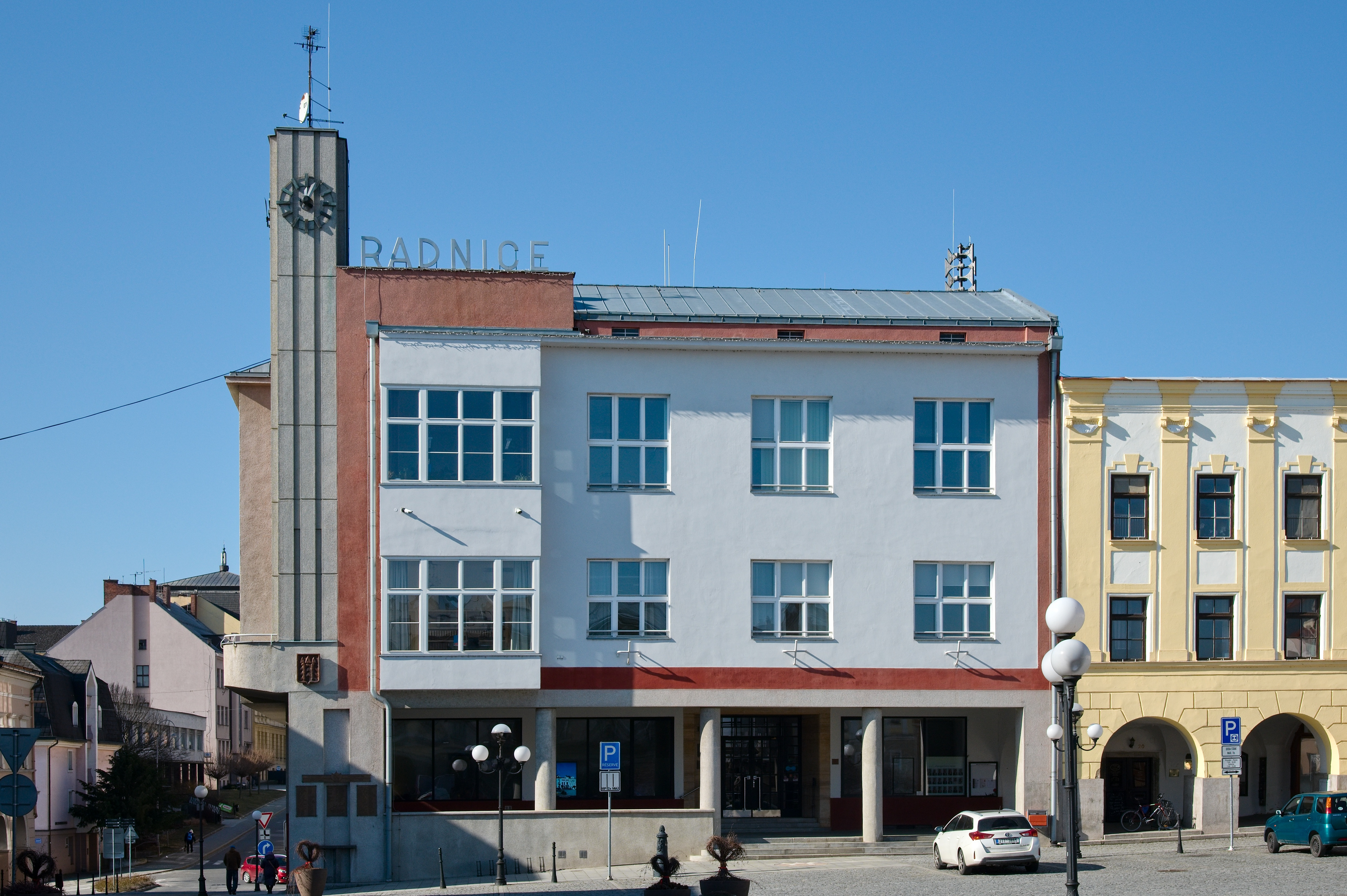
Radnice (1937–1938) na Náměstí Sigmunda Freuda
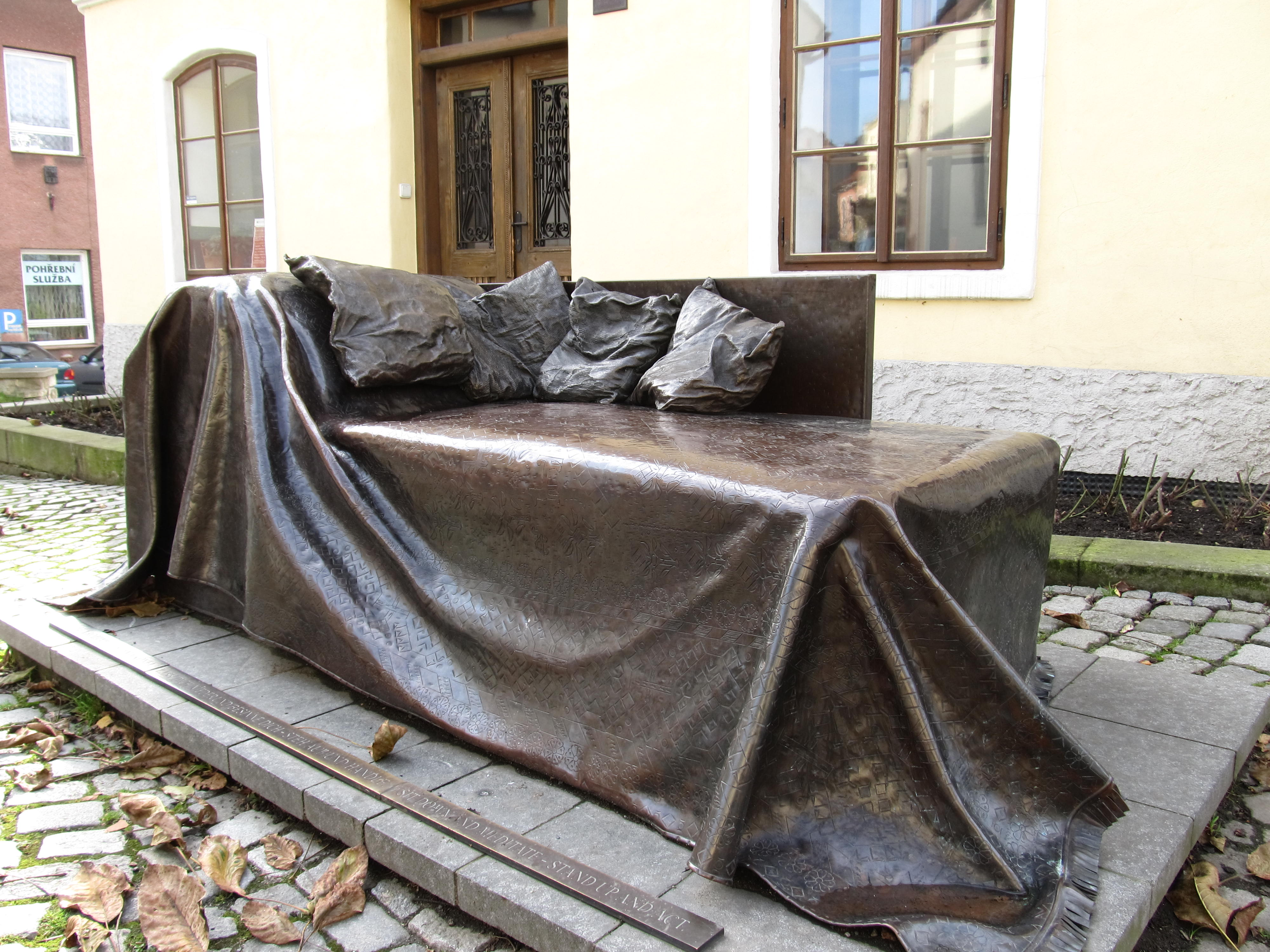
Měděné vyšetřovací lůžko Sigmunda Freuda před jeho rodným domem
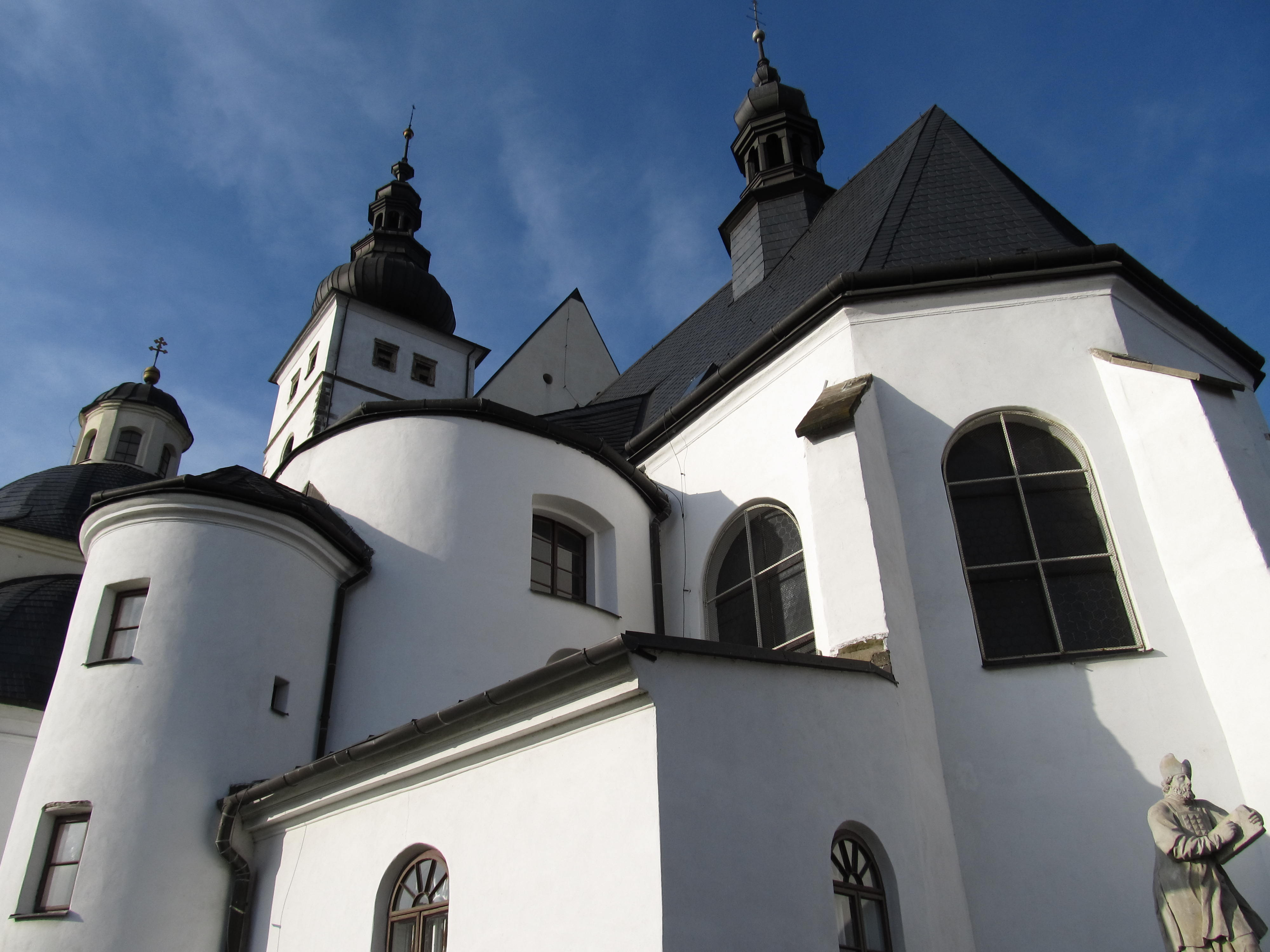
Kostel Narození Panny Marie
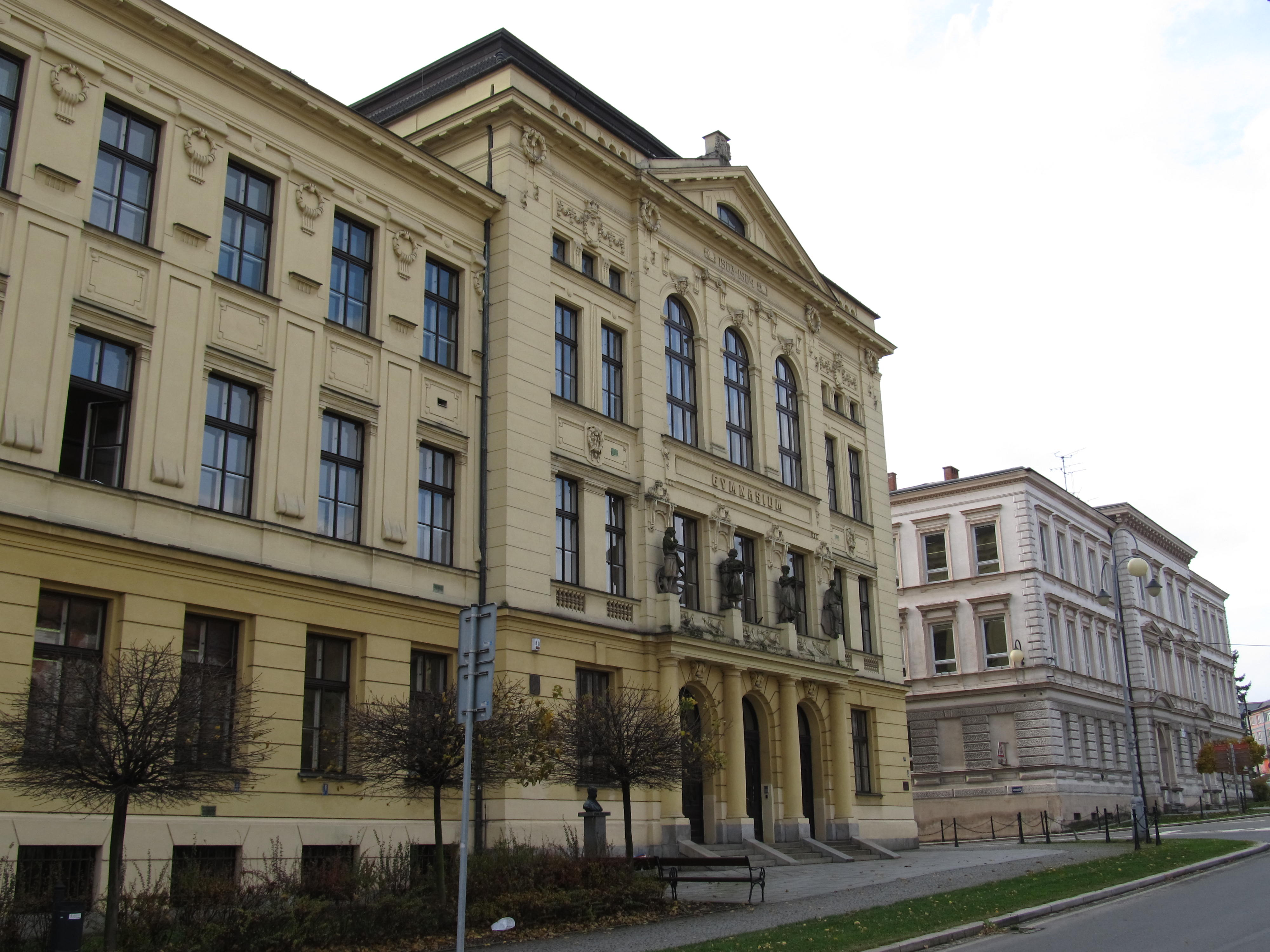
Jičínská ulice s gymnáziem
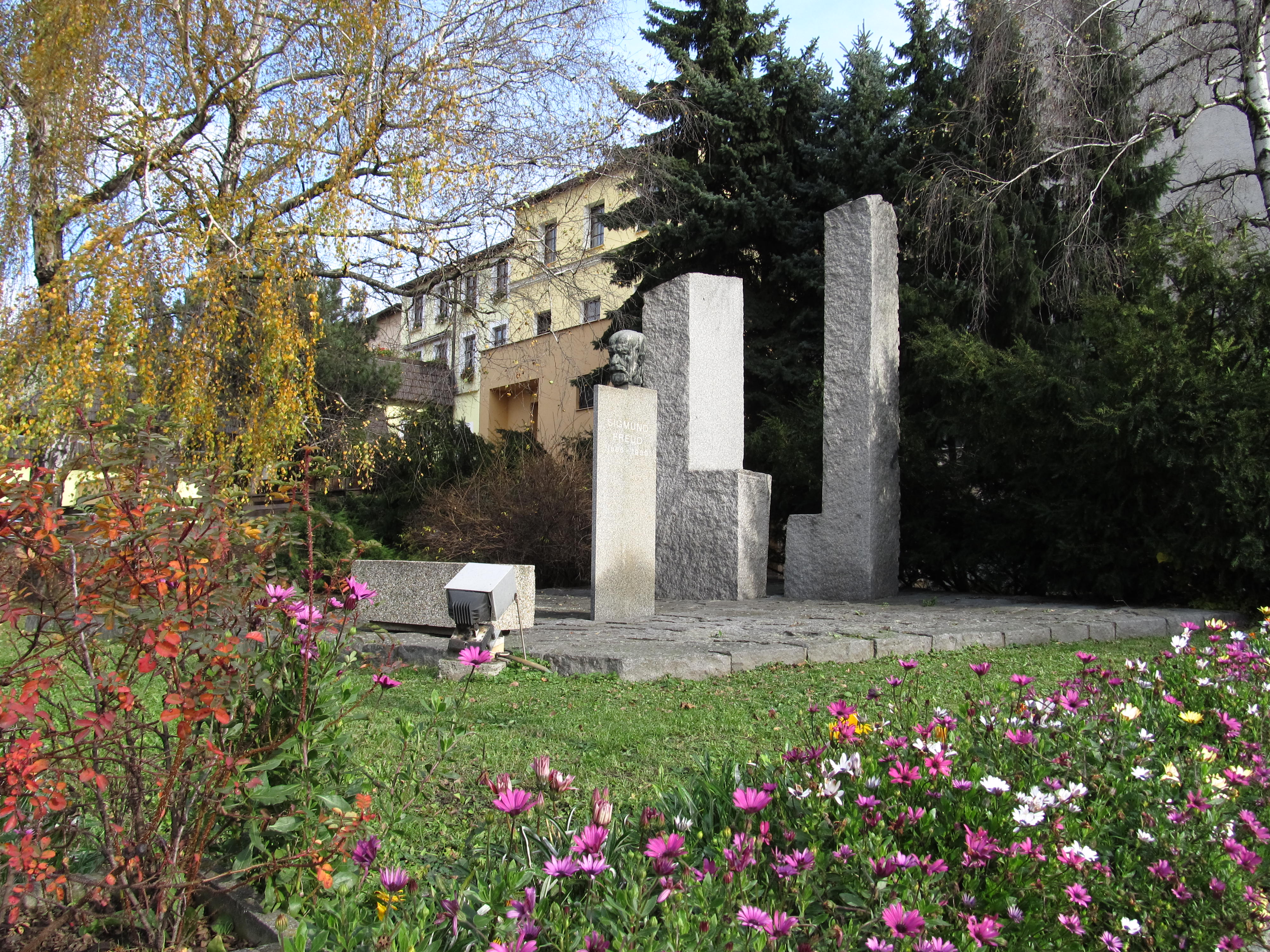
Památník Sigmunda Freuda za radnicí
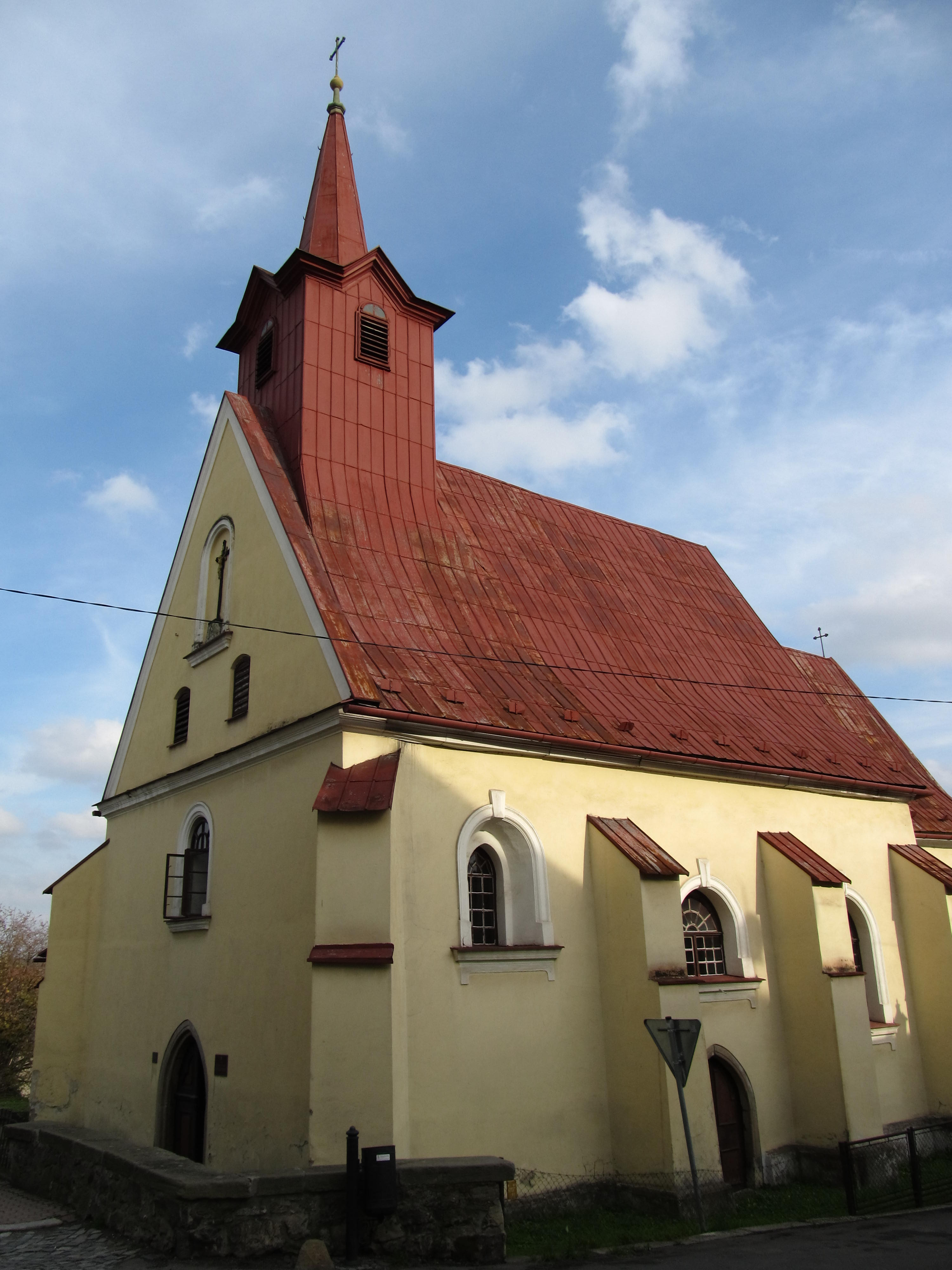
Kostel sv. Kříže v Místecké ulici
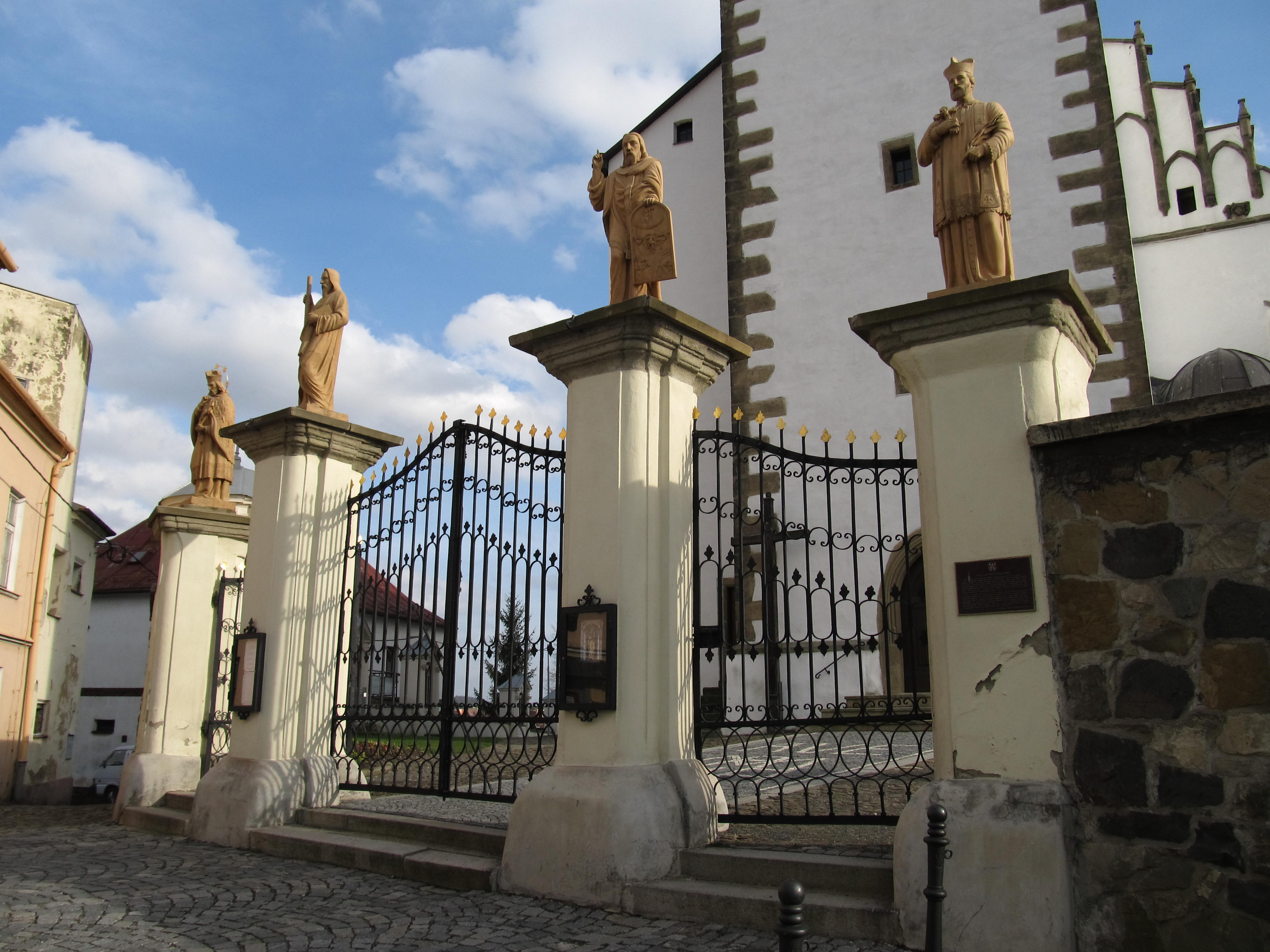
Brána kostela Narození Panny Marie
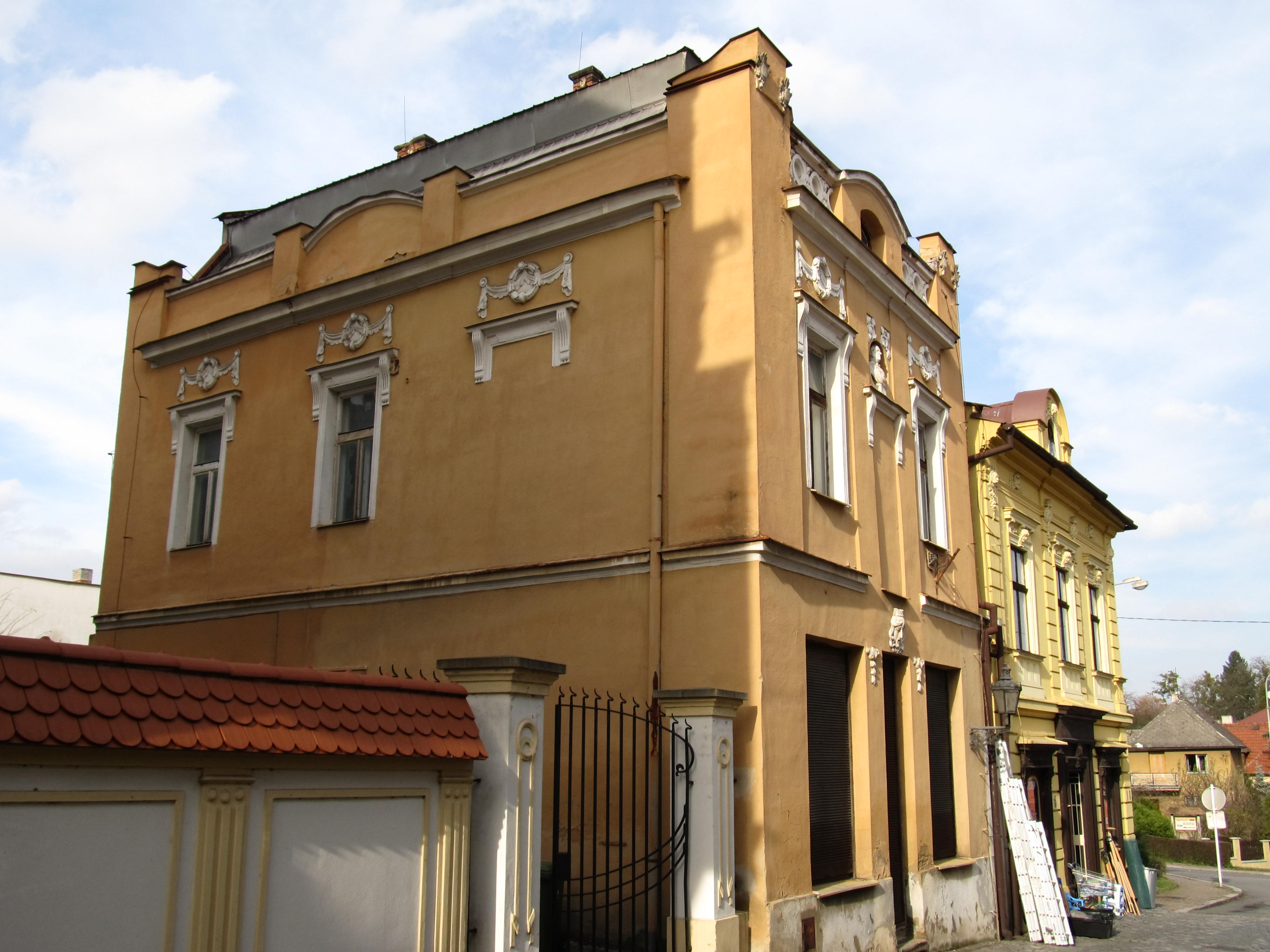
Místecká ulice
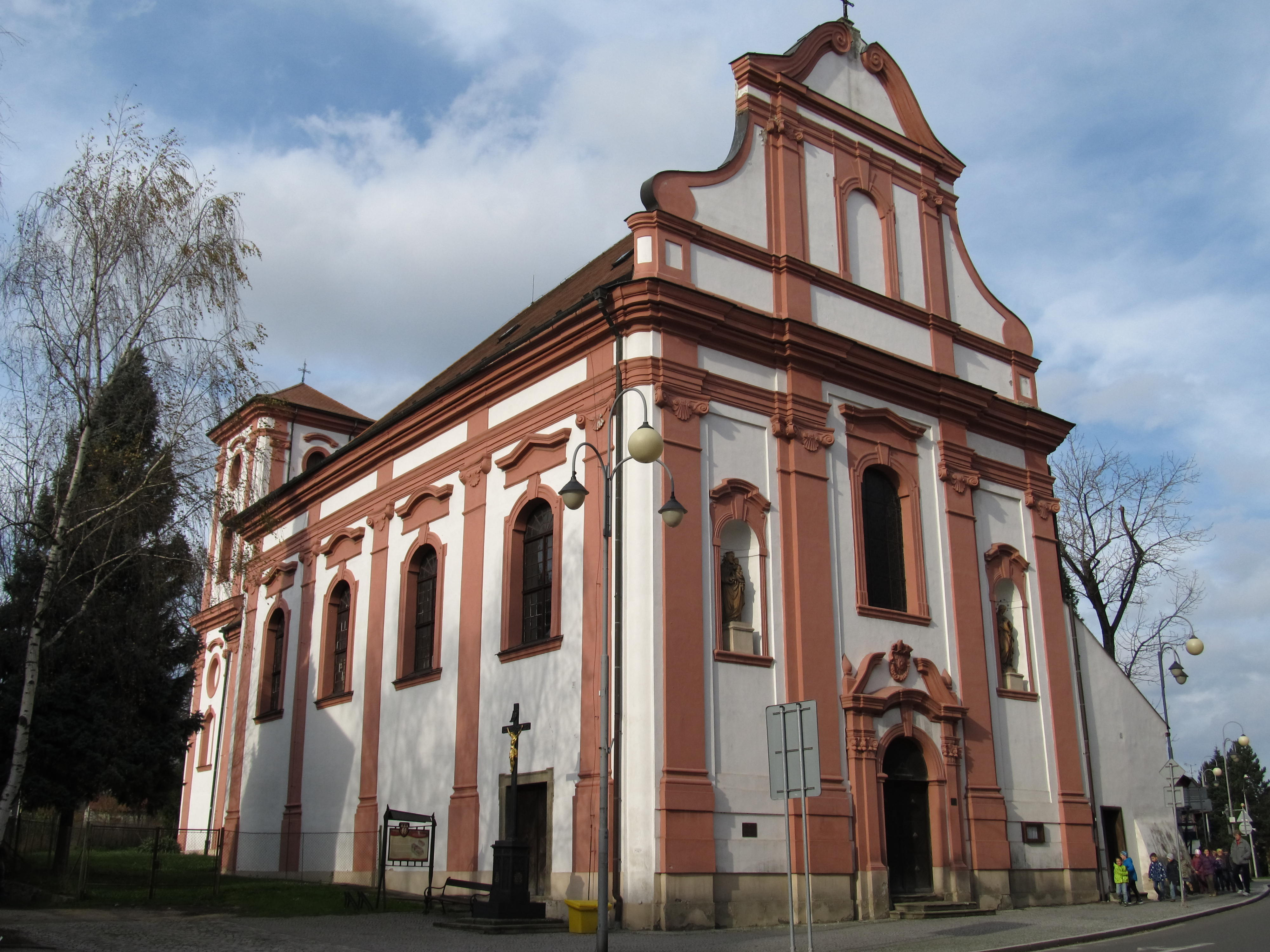
Kostel sv. Valentina
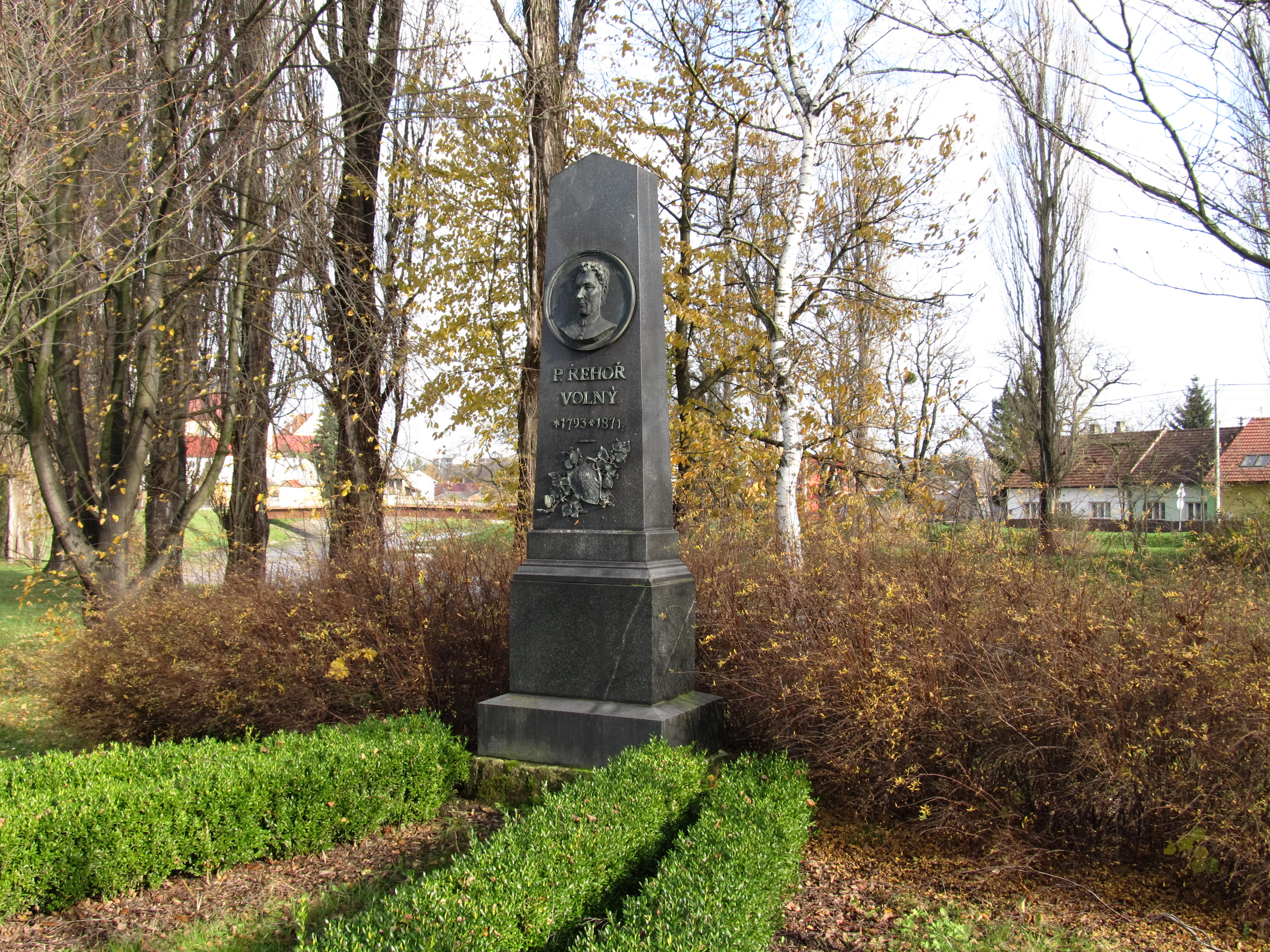
Památník spisovatele Gregora Wolného u nádraží
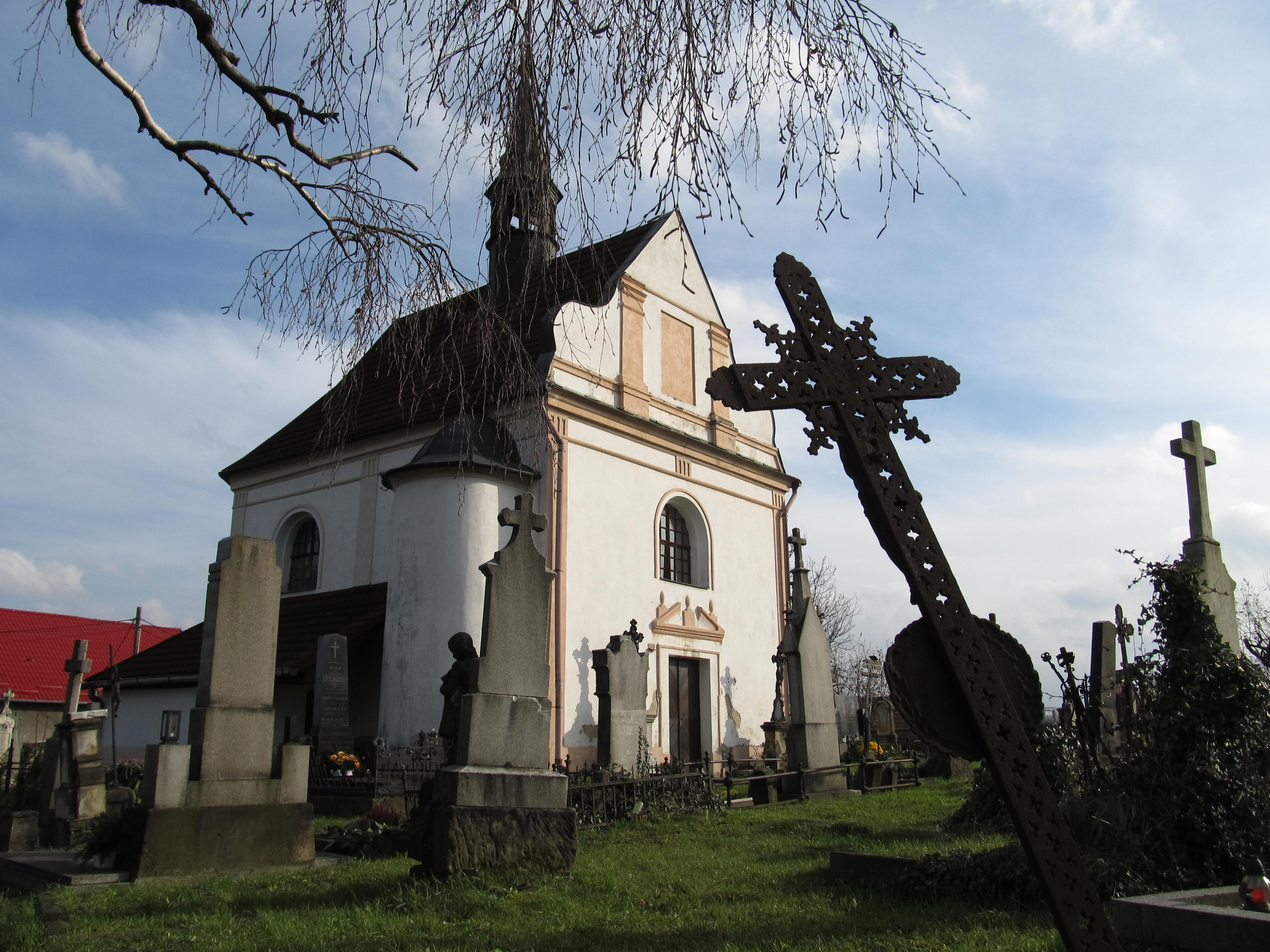
Starý hřbitov a kostel sv. Františka Serafínského
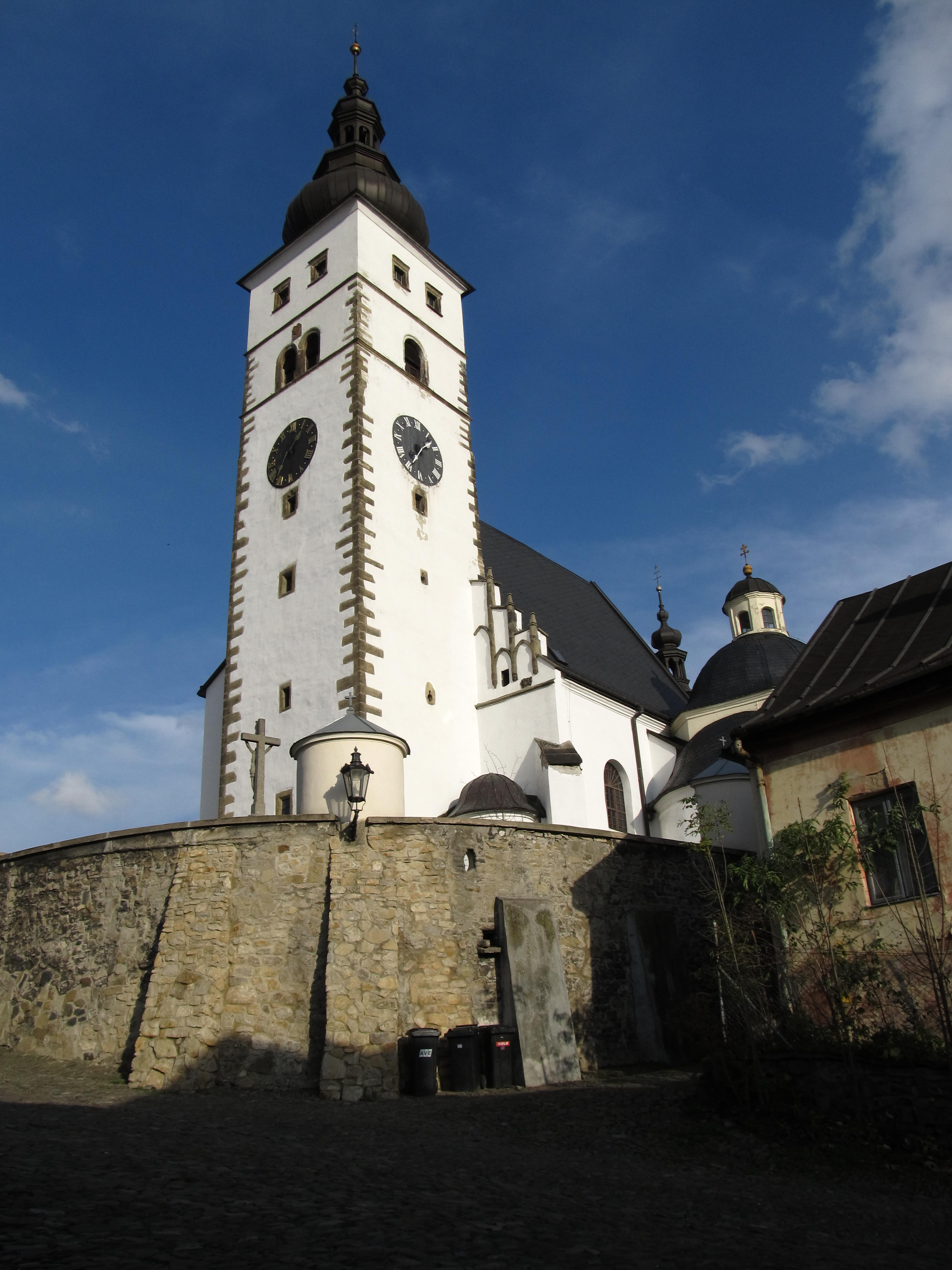
Kostel Narození Panny Marie